# El Argar
El Argar est un site préhistorique situé près d'Antas, dans la province d'Almería, en Espagne. Il représente l'établissement type de l'Âge du bronze espagnol et donne son nom à une culture qui marque les débuts de la métallurgie du bronze dans la péninsule Ibérique, la culture d'El Argar, datée d'environ 2200 à 1400 av. J.-C. Celle-ci représente une rupture par rapport au Néolithique qui la précède, notamment dans les modes d'organisation urbaine et territoriale et dans les rites funéraires.

## Situation
Le site se trouve dans la province d'Almería, près du Río Antas (es), sur un plateau.

## Historique
Le site d'El Argar a été découvert en 1881 par deux ingénieurs belges, les frères Henri et Louis Siret. Ils comprennent par la suite qu'il s'agit d'une nouvelle culture de l'Âge du bronze et lui donnent le nom « El Argar », en référence au lieu de la découverte. Le site tombe dans l'oubli au XXe siècle durant la période franquiste. Un siècle plus tard, en 2015, un groupe universitaire barcelonais a repris l'enquête. Le point de départ est l'Almoloya, un piton rocheux. Vicente Lull (un archéologue faisant partie du groupe barcelonais) a redécouvert une cité, formée de tombes, de rues, d'habitations et d'édifices.

## Description
Le site est daté d'environ 2300 à 1400 av. J.-C. Plus de 1 000 tombes y ont été mises au jour. Elles ont la particularité d'avoir été aménagées sous les habitations et contenaient un mobilier funéraire constitué d'un grand nombre d'objets et de bijoux en cuivre, en bronze, en argent et en or.

### Édifice public
Le principal édifice de la cité a une surface de 120 m2, dont 90 m2 utiles, et date d'environ 2000 av. J.-C. Il n'y avait dans la salle principale aucun artéfact de vie quotidienne ni de production. Il s'agirait donc du premier édifice public connu en Europe continentale. On y trouve un banc pouvant accueillir 50 personnes, et qui s'élève graduellement. L'hypothèse avancée par les archéologues est que les personnes les plus influentes s'asseyaient là où le banc était le plus haut.

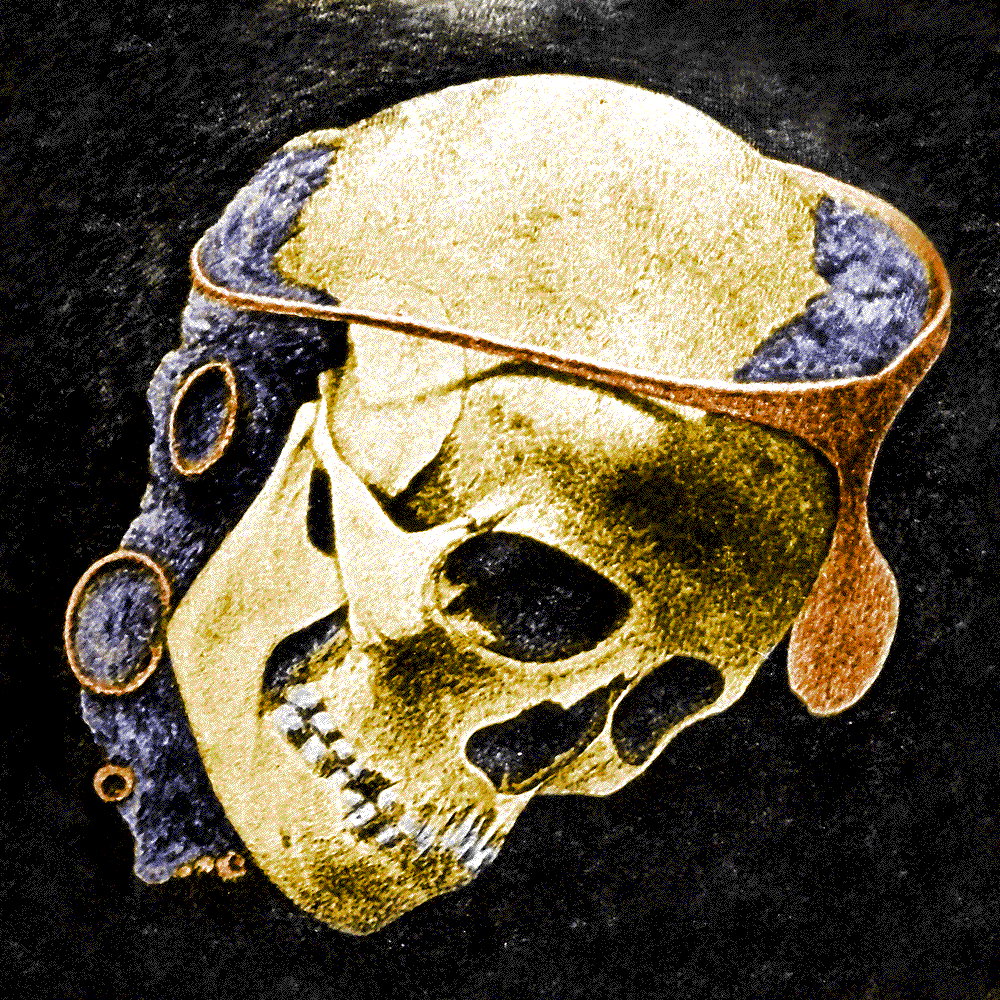
Crâne d'El Argar au diadème d'argent (dessin de Louis Siret, 1887)

### Urne en céramique
Une urne en céramique a été trouvée à l'intérieur du banc, à l'endroit où il est le plus haut. Dans celle-ci se trouvaient deux squelettes, le premier d'une femme de 25-27 ans et le deuxième d'un homme de 35-40 ans. Ces deux personnes avaient un lien de parenté. L'urne contenait aussi des bijoux et de la poterie. L'un des deux squelettes portait un diadème, ce qui indique que ces deux individus devaient faire partie d'une classe dominante. Cette découverte est un indice majeur pour savoir qui dirigeait El Argar.

### Armes
En 2012, des archéologues dirigés par Raphael Miko découvrent une muraille de 7 m de haut et 300 m de long, vestiges d'une ville de 1 000 habitants, ce qui est considérable pour l'Âge du bronze ancien. Au pied de la muraille, une arme datée de près de 4 000 ans a été trouvée : une hallebarde en cuivre. Elle était emmanchée dans une sorte de bâton. On s'en servait comme d'une hache assortie d'un poignard, que les fouilleurs ont également trouvé. Plusieurs dizaines de hallebardes de ce type ont été découvertes dans les tombes des différents sites argariens. Elle était peut-être utilisée pour imposer la soumission dans la cité. Cette hypothèse semble étayée par l'absence de traces laissées par d'éventuels ennemis extérieurs.

## Analyse
El Argar aurait été prospère pendant plusieurs siècles, grâce aux mines de cuivre situées sur les plateaux alentour, comme le prouve l'ampleur exceptionnelle du site pour l'époque, tout comme les bâtiments à usage non défini mais qui pourraient avoir servi de lieux de culte ou d'assemblée. Puis les dirigeants d'El Argar auraient peu à peu sombré dans une dérive autoritaire, comme le prouverait l'absence d'objets d'art (jarre décorée, poterie non essentielle), pourtant présents durant la période antérieure.
La destruction d'El Argar serait venue d'une révolte intérieure, car aucun État ou cité-État n'existait à cette époque dans le voisinage. Des traces d'incendie ont été trouvées sur les lieux de fouilles partout où il y avait de gros bâtiments publics, ce qui laisse penser que le peuple a détruit la cité avant de se disperser.